# فرد تساندر
فرد تساندر (بالألمانية: Fred Zander) (و. 1935 – 2012 م) هو سياسي، من ألمانيا، ولد في كولونيا، كان عضوًا في الحزب الديمقراطي الاجتماعي الألماني، توفي عن عمر يناهز 77 عاماً.

## مناصب
تولى منصب عضو البرلمان الألماني، والسكرتير البرلماني في ألمانيا.

## جوائز
حصل على جوائز منها:
- قائد الصليب من وسام استحقاق جمهورية ألمانيا الاتحادية.

## روابط خارجية
- فرد تساندر على موقع مونزينجر (الألمانية)